# Werfer-Länderkampf der U23-Männer/U23-Frauen/U19-Junioren/U19-Juniorinnen 1995 Frankreich – Deutschland – Italien – Russland
| 1. Leichtathletik-Länderkampf mit deutscher Beteiligung 1995                                                           | 1. Leichtathletik-Länderkampf mit deutscher Beteiligung 1995   |
| --- | -------------------------------------------------------------- |
| |                                                                |
| Werfervergleich der U23-Männer/U23-Frauen/ U19-Junioren/U19-Juniorinnen: Frankreich – Deutschland – Italien – Russland |                                                                |
| Austragungsort | Orange                                                         |
| Wettbewerbe | U23-Männer: 3 U23-Frauen: 3 U19-Junioren: 3 U19-Juniorinnen: 3 |
| Datum | 4. März                                                        |
| 1. RUS 2. GER 3. FRA 4. ITA                                                                                            | 130 Punkte 126 Punkte 110 Punkte 063 Punkte                    |
| Chronik |                                                                |
| ← letzter LK 1994: 00GER-RUS Str'lauf (U23-F)                                                                          | ITA-GER-RUS Werfer (M/F) →                                     |

Der erste Vergleich des Länderkampfjahres 1995 bestand in einem Aufeinandertreffen der Werferinnen und Werfer. Nachdem diese Wettkampfform seit 1992 nicht mehr auf dem Programm gestanden hatte, traten die Werfer in dieser Saison schon am 4. März in der Region Provence-Alpes-Côte d’Azur in Orange zu einem Ländervergleich an. Beteiligt waren beide Geschlechter mit Vertreterinnen und Vertretern aus den Altersbereichen U23 und U19. Die Gegner kamen aus Frankreich, Italien und Russland.

## Modus
Alle vier Gruppen trugen die Disziplinen Diskus-, Hammer- und Speerwurf aus, das Kugelstoßen war nicht Teil des Länderkampfs. Jede Mannschaft stellte pro Disziplin zwei Teilnehmer. Gewertet wurde nach folgendem System: 1. Platz: 9 Punkte / 2. Pl.: 7 P, / 3. Pl.:  6 P, / 4. Pl.:  5 P, / …

## Ergebnis
Bei den U23-Männern gab es zwei russische Disziplinerfolge und einen deutschen, die Russen belegten bei ihren Siegen jeweils die Ränge eins und zwei. In der U23-Frauenwertung gewann Deutschland zwei Wettbewerbe, Frankreich einen. In der U19-Juniorenwertung gingen zwei Disziplinen an Deutschland, eine an Russland. Die U19-Juniorinnen aus Frankreich und Deutschland entschieden je einen Wettbewerb für sich, der dritte endete Unentschieden zwischen Deutschland und Russland. Die russischen Werferinnen und Werfer lagen aufgrund durchweg guter Platzierungen ohne große Ausfälle in der Länderkampfwertung mit 130 Punkten knapp vorn. Mit nur vier Punkten Rückstand folgte Deutschland auf Rang zwei. Weitere sechzehn Punkte lagen die drittplatzierten  Franzosen zurück. Gastgeber Italien belegte weitere 63 Punkte dahinter den vierten und letzten Platz. Über die Resultate der Teilwertungen gibt es im DLV-Jahrbuch leider keine Angaben.

## Legende
Kurze Übersicht zur Bedeutung der Symbolik – so üblicherweise auch in sonstigen Veröffentlichungen verwendet:
| DNS | nicht am Start (did not start) |

### Diskuswurf
| Platz | Athlet           | Land | Weite (m) |
| ----- | ---------------- | ---- | --------- |
| 1     | Mikhail Korowin  | RUS  | 51,06     |
| 2     | Marco Jakobs     | GER  | 50,64     |
| 3     | Simone Sbrogio   | ITA  | 50,48     |
| 4     | Alexander Forst  | GER  | 50,10     |
| 5     | Stephane Navitel | FRA  | 49,14     |
| 6     | Cristiano Andrei | ITA  | 48,32     |
| 7     | Christophe Gomez | FRA  | 47,46     |
| 8     | Arkadi Tokajew   | RUS  | 46,38     |

### Hammerwurf
| Platz | Athlet            | Land | Weite (m) |
| ----- | ----------------- | ---- | --------- |
| 1     | Wadim Kersonzew   | RUS  | 74,92     |
| 2     | Waleri Jewdokimow | RUS  | 72,20     |
| 3     | David Chaussinand | FRA  | 71,04     |
| 4     | Loris Paoluzzi    | ITA  | 69,28     |
| 5     | Achim Strohschänk | GER  | 66,26     |
| 6     | Fabio Bernardini  | ITA  | 59,48     |
| 7     | Franck Poilvert   | FRA  | 58,50     |
| DNS   | Steve Harnapp     | GER  |           |

### Speerwurf
| Platz | Athlet               | Land | Weite (m) |
| ----- | -------------------- | ---- | --------- |
| 1     | Sergei Makarow       | RUS  | 73,32     |
| 2     | Jewgeni Stankewitsch | RUS  | 70,44     |
| 3     | Mathias Hold         | GER  | 69,08     |
| 4     | Franck Pasquelin     | FRA  | 64,02     |
| 5     | Alberto Desideiro    | ITA  | 62,54     |
| 6     | Hendrik Fuhrmann     | GER  | 61,70     |
| 7     | Philippe Gandrey     | FRA  | 60,34     |
| 8     | Davide Tomaselli     | ITA  | 57,26     |

### Diskuswurf
| Platz | Athletin            | Land | Weite (m) |
| ----- | ------------------- | ---- | --------- |
| 1     | Sabine Sievers      | GER  | 54,04     |
| 2     | Oksana Andrusina    | RUS  | 51,84     |
| 3     | Martina Greithanner | GER  | 51,20     |
| 4     | Acilla Castellini   | ITA  | 49,38     |
| 5     | Peggy Tamini        | FRA  | 48,22     |
| 6     | Jelena Burda        | RUS  | 46,06     |
| 7     | Giorgia Baratella   | ITA  | 44,04     |
| 8     | M. France Bouchard  | FRA  | 41,70     |

### Hammerwurf
| Platz | Athletin             | Land | Weite (m) |
| ----- | -------------------- | ---- | --------- |
| 1     | Oksana Lobzowa       | RUS  | 56,42     |
| 2     | Kirsten Münchow      | GER  | 54,90     |
| 3     | Carole Sinoquet      | FRA  | 54,74     |
| 4     | Tina Schäfer         | GER  | 52,96     |
| 5     | Florence Ezeh        | FRA  | 49,46     |
| 6     | Silvia Lazzari       | ITA  | 47,68     |
| 7     | Alessandra Coaccioli | ITA  | 42,52     |
| DNS   | Irina Kuznetsowa     | RUS  |           |

### Speerwurf
| Platz | Athletin             | Land | Weite (m) |
| ----- | -------------------- | ---- | --------- |
| 1     | Dörthe Barby         | GER  | 57,58     |
| 2     | Stephanie Hautavoine | FRA  | 56,00     |
| 3     | Sandra Lamrani       | FRA  | 49,04     |
| 4     | Tatjana Schernetsowa | RUS  | 48,06     |
| 5     | Gloria Crippa        | ITA  | 43,22     |
| 6     | Juliana Hoffmann     | GER  | 42,30     |
| 7     | Sabina Guarnelli     | ITA  | 41,08     |

nur eine russische Teilnehmerin

### Diskuswurf
| Platz | Athlet               | Land | Weite (m) |
| ----- | -------------------- | ---- | --------- |
| 1     | Tolga Köseglu        | GER  | 50,52     |
| 2     | Igor Tuchak          | RUS  | 50,10     |
| 3     | Yves Niaré           | FRA  | 47,86     |
| 4     | Witali Matwejew      | RUS  | 46,96     |
| 5     | Ralph Schmidt        | GER  | 46,34     |
| 6     | Emanuele Venturelli  | ITA  | 44,62     |
| 7     | Sébastien Bidault    | FRA  | 43,54     |
| 8     | Massimilano Alimenti | ITA  | 38,00     |

### Hammerwurf
| Platz | Athlet              | Land | Weite (m) |
| ----- | ------------------- | ---- | --------- |
| 1     | Konstantin Balandin | RUS  | 64,00     |
| 2     | Xavier Tison        | FRA  | 62,24     |
| 3     | Roman Konewtsow     | RUS  | 61,18     |
| 4     | Thomas Bourgeois    | FRA  | 58,90     |
| 5     | Stefan Paukner      | GER  | 57,80     |
| 6     | Edi Marioni         | ITA  | 56,48     |
| 7     | Maurizio Girotti    | ITA  | 53,76     |
| 8     | Michael Marotzke    | GER  | 53,12     |

### Speerwurf
| Platz | Athlet            | Land | Weite (m) |
| ----- | ----------------- | ---- | --------- |
| 1     | Christian Nicolay | GER  | 69,56     |
| 2     | lgor Sukholominow | RUS  | 64,16     |
| 3     | Didier Richard    | FRA  | 62,88     |
| 4     | Sebastian Marx    | GER  | 62,88     |
| 5     | Dominique Pause   | FRA  | 61,64     |
| 6     | Robert Krahl      | ITA  | 57,08     |
| 7     | Fabio Gaiatto     | ITA  | 53,56     |
| 8     | Anton Mikhailow   | RUS  | 53,26     |

### Diskuswurf
| Platz | Athletin        | Land | Weite (m) |
| ----- | --------------- | ---- | --------- |
| 1     | Olga Rjabinkina | RUS  | 51,96     |
| 2     | Kathleen Hering | GER  | 50,20     |
| 3     | Nadine Beckel   | GER  | 49,58     |
| 4     | Hélène Gipoulou | FRA  | 48,38     |
| 5     | Irina Dodonowa  | RUS  | 45,00     |
| 6     | Cathérine Gery  | FRA  | 43,88     |
| 7     | Laura Vanzin    | ITA  | 43,34     |
| 8     | Sabrina Favaro  | ITA  | 40,02     |

### Hammerwurf
| Platz | Athletin           | Land | Weite (m) |
| ----- | ------------------ | ---- | --------- |
| 1     | Stéphanie Vaillant | FRA  | 50,24     |
| 2     | Veronika Wschakowa | RUS  | 49,02     |
| 3     | Angélique Rondel   | FRA  | 48,78     |
| 4     | Andrea Bunjes      | GER  | 48,78     |
| 5     | Susanne Keil       | GER  | 46,24     |
| 6     | Larissa Lobanowa   | RUS  | 39,76     |
| 7     | Martina Menz       | ITA  | 33,76     |
| 8     | Lucia Lelli        | ITA  | 29,84     |

### Speerwurf
| Platz | Athletin             | Land | Weite (m) |
| ----- | -------------------- | ---- | --------- |
| 1     | Sabine Kittler       | GER  | 49,16     |
| 2     | Oksana Dudlina       | RUS  | 48,66     |
| 3     | Amandine Awokou      | FRA  | 47,50     |
| 4     | Jewgenia Syschewa    | RUS  | 45,38     |
| 5     | Ina Kofink           | GER  | 44,86     |
| 6     | Nadia Vigliano       | FRA  | 41,72     |
| 7     | Alessandra Guarnelli | ITA  | 38,84     |
| 8     | M. Catena Vaneria    | ITA  | 38,82     |